# Reinhold Kliegl
Reinhold Kliegl (* 11. Dezember 1953 in Sinzing (Bayern)) ist ein deutscher Psychologe. Seit 1994 ist Kliegl Professor für Kognitionspsychologie in Potsdam.

## Leben
Kliegl studierte Psychologie an der Universität Regensburg und der University of Colorado. 1992 habilitierte er sich an der Freien Universität Berlin. Von 1983 bis 1993 war Kliegl wissenschaftlicher Mitarbeiter am Max-Planck-Institut für Bildungsforschung in Berlin. 1994 nahm er einen Ruf an die Universität Potsdam an, wo er bis heute lehrt. Kliegl erhielt 2002 den Gottfried-Wilhelm-Leibniz-Preis der Deutschen Forschungsgemeinschaft und ist seit 2003 Mitglied der Berlin-Brandenburgischen Akademie der Wissenschaften. 2008 wurde ihm die Wilhelm-Wundt-Medaille der Deutschen Gesellschaft für Psychologie verliehen. Seit 2009 ist er Mitglied der Leopoldina.

## Werk
Kliegls Arbeitsschwerpunkt ist die Kognitionspsychologie und hier besonders die mathematische Modellierung von kognitiven Prozessen. So arbeitet Kliegl etwa mit Messungen der Augenbewegungen beim Lesen von Texten. Diese Messungen dienen der Erstellung von komplexen Modellen und sollen somit die Kapazitäten des Lesevermögens näher erklären. So kommt Kliegl etwa, im Gegensatz zu weiten Teilen der traditionellen Theorien, zum Ergebnis, dass es uns möglich sei, drei bis vier visuell wahrgenommene Wörter gleichzeitig zu verarbeiten.
Ein weiterer Schwerpunkt von Kliegls Arbeit ist die Untersuchung der Auswirkungen des Alterns auf die kognitiven Kapazitäten. Kliegl unterscheidet hier zwischen verschiedenen kognitiven Basisprozessen und zeigt, dass das Altern nur auf einen Teil Einfluss hat.

## Schriften (Auswahl)
- Ralf Engbert, Reinhold Kliegl: Microsaccades uncover the orientation of covert attention. In: Vision Research. Band 43, Nr. 9, 2003, S. 1035–1045. doi:10.1016/S0042-6989(03)00084-1
- R. Engbert, A. Nuthmann, E. M. Richter, R. Kliegl: SWIFT: A Dynamical Model of Saccade Generation During Reading. In: Psychological Review. Band 112, Nr. 4, 2005, S. 777–813. doi:10.1037/0033-295X.112.4.777
- N. Van Humbeeck, R. Kliegl, R. T. Krampe: Lifespan changes in postural control. In: Sci Rep. Band 13, 2023, S. 541. doi:10.1038/s41598-022-26934-0